# Val di Non
Le val di Non est l'une des principales vallées du Trentin située dans la partie nord occidentale de la province italienne. La vallée est constituée d'un vaste haut plateau traversé par la rivière Noce et compte 38 communes. Il se trouve sur le territoire du parc naturel Adamello Brenta.
Le Deutschnonsberg (Alta Val di Non) est une petite sous-région germanophone de la vallée dans le Haut-Adige, une autre province italienne.
La vallée forme un Y au niveau du lac de Santa Giustina et se divise ainsi en 3 rives : la rive droite (à l'ouest du Noce) et la rive gauche (à l'est de la rivière) et la « troisième rive » (au nord).

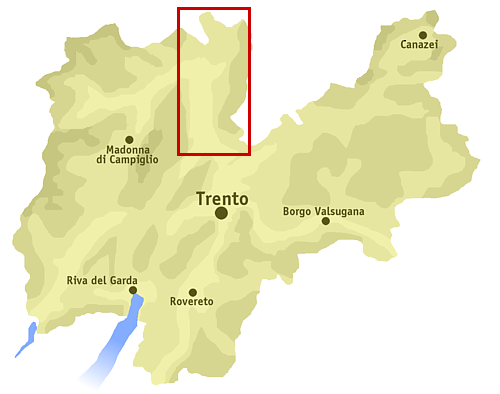
Situation du Val di Non dans la province autonome de Trente.

La vallée s'ouvre à l'ouest sur la vallée de l'Adige à la hauteur de la confluence du Noce et de l'Adige. Il doit son nom aux monts Aunani qui le séparent de la Bassa Atesina et du Val d'Adige. Dans un passé lointain, il était en effet appelé Vallée Anaune qui se changea en Val di Non au fil des siècles grâce notamment à la langue de ses habitants, le Nones, qui, selon certains linguistes serait un dérivé du ladin. À l'ouest, la vallée est délimitée par le massif de Brenta et au nord-ouest, où nait le val di Sole, par la chaîne des Maddalene. Elle est voisine au nord du val d'Ultimo et de la province autonome de Bolzano.

## Sources
- (it) Cet article est partiellement ou en totalité issu de l’article de Wikipédia en italien intitulé « Val di Non » (voir la liste des auteurs).